# بورمن (ویرجینیای غربی)
بورمن (به انگلیسی: Boreman) یک منطقهٔ مسکونی در ایالات متحده آمریکا است که در شهرستان وود، ویرجینیای غربی واقع شده‌است. بورمن ۱۸۸٫۰۶ متر بالاتر از سطح دریا واقع شده‌است.